# Hugh George de Willmott Newman
Hugh George de Willmott Newman (17 de janeiro de 1905, Londres, Inglaterra - 28 de fevereiro de 1979) foi um bispo católico independente ou velho católico independente. Ele era conhecido religiosamente como Mar Georgius I e tinha os títulos, entre outros, de Patriarca de Glastonbury, Católico do Ocidente e sexto Patriarca britânico. Ele foi o chefe do Catolicato do Ocidente desde quando se tornou bispo, em 1944, até sua morte em 1979.
Newman foi consagrado bispo pela primeira vez por William Bernard Crow, o líder da Ordem da Santa Sabedoria, em 1944. Willmott Newman é notável por ter posteriormente passado por inúmeras cerimônias de reconsagração, reivindicando assim inúmeras linhas diferentes de sucessão apostólica histórica. Ao longo de um período de dez anos, houve nove (ou dez) cerimônias em cada uma das quais Newman e outro bispo se reconsagrariam para dar reciprocamente as linhas de sucessão apostólica.

## Biografia
Hugh George de Willmott Newman nasceu em Forest Gate, Newham, Londres, e foi batizado na Igreja Católica Apostólica em Hackney. Seu pai e seu avô serviram como diáconos na Igreja Católica Apostólica, e dos 7 aos 30 anos, Newman foi acólito. Em 1937, ele se casou com Lola Ina del Carpio Barnardo, sobrinha-neta de Thomas Barnardo, na Igreja Católica Apostólica em Maida Hill. Depois disso, ele se tornou gerente geral da National Association of Cycle Traders and Repairers, uma associação comercial de empregadores. Ele também editou a revista da associação.

### Sacerdócio
Em 1938, Newman estava "convencido de um claro chamado ao sacerdócio". Ele não poderia ser ordenado padre na Igreja Católica Apostólica, pois o último de seus doze apóstolos havia morrido em 1901. No verão de 1938, Newman escreveu para se propor a ser ordenado padre ao bispo James McFall, que se autodenominou bispo católico regional da Irlanda. McFall aceitou o pedido de Newman. McFall era padre da Igreja Católica Romana Antiga na Grã-Bretanha (ORCGB) desde 1910, e foi consagrado bispo lá em 1916. Pouco depois de sua consagração, Arnold Mathew o excomungou. Em abril de 1925, McFall tornou-se o "chefe nominal" de um grupo dissidente da ORCGB, que se autodenominava Igreja Ortodoxa Católica Antiga e era composto apenas por leigos.
Em 23 de outubro de 1938, aos 33 anos, Newman recebeu do bispo James Columba McFall, que tinha vindo de Belfast para realizar os seguintes sacramentos: batismo sob condição, confirmação, as quatro ordens menores, o subdiaconato e o diaconato, e o sacerdócio. "Tão logo [McFall] retornou a Belfast, [ sic ] ele liberou o padre recém-ordenado de sua jurisdição, e esqueceu-se completamente dele".
No início de 1939, Newman foi adotado como padre pela Igreja Ortodoxa Católica Velha, que não conseguia encontrar nenhum padre e cujos grupos estavam em Hounslow e South Harrow. Ele então tentou encontrar um bispo para ele e seu rebanho. Newman perguntou a "quase todos os prelados autônomos na Grã-Bretanha e Irlanda" sem sucesso. Ele então entrou em contato com Mar John Emmanuel (Arthur Wolfort Brooks), chefe da Igreja Episcopal Apostólica (Igreja Católica Oriental e Apostólica Sagrada), sediada em Nova York, que aceitou o pedido e colocou Newman sob sua jurisdição. John Emmanuel se tornou o Bispo Presidente da Igreja Católica Ortodoxa Velha na Inglaterra.
Por um documento datado de 26 de outubro de 1941, Newman foi nomeado abade nullius de St Albans, na Order of Corporate Reunion (OCR). A jurisdição de Newman era limitada às 5 milhas de St. Albans, mas em casos de membros da OCR ela se estendia por toda a Grã-Bretanha e Irlanda do Norte. Quatro dias depois, Newman também foi nomeado arcipreste e vigário-geral da Antiga Igreja Ortodoxa Católica na Europa, com jurisdição ilimitada. Anson observa que "tanto quanto se sabe, esta foi a primeira ocasião em que um padre legalmente casado na Inglaterra foi elevado ao status de Abade-Nullius".
Então, Newman e sua esposa deixaram Northampton para se mudar para Enfield Lock, em Middlesex, "onde a cúria da Igreja Ortodoxa Católica Antiga foi criada". Durante a primavera de 1943, Newman também se tornou secretário e registrador do Instituto Incorporado de Comerciantes e Reparadores de Bicicletas.

### Bispo e Católico
Em 8 de outubro de 1943, um sínodo de clérigos e leigos da Igreja Ortodoxa Católica Velha na Europa elegeu Newman para o episcopado como arcebispo e metropolita de Glastonbury. Em 20 de dezembro do mesmo ano, esta decisão foi aprovada pelas autoridades da Igreja Episcopal Apostólica. Mar John Emmanuel permitiu que o bispo William Bernard Crow (chamado Mar Abdullah III) realizasse a consagração episcopal de Newman, porque Emmanuel não podia viajar dos Estados Unidos para a Inglaterra devido à Segunda Guerra Mundial. Durante os três meses que a carta de autorização levou para chegar ao Reino Unido dos EUA, Newman se convenceu de que a Igreja Ortodoxa Católica Velha era cismática e redundante porque a Igreja Britânica Antiga era a verdadeira Igreja indígena da Inglaterra; Newman acreditava que a Igreja Ortodoxa Católica Velha deveria ser absorvida pela Igreja Britânica Antiga, o que foi feito em 23 de março de 1943.
Em 10 de abril de 1944, Newman foi consagrado bispo por William Bernard Crow para ser o chefe do Catolicato do Ocidente. A consagração ocorreu na Igreja Colegiada de St Andrew em South Tottenham, Londres; na época, esta igreja era uma igreja episcopal protestante livre e seu uso foi concedido para a ocasião. Newman foi consagrado sob o nome e título: Mar Georgius, Arcebispo e Metropolita da Santa Metrópole de Glastonbury, a Jerusalém Ocidental e Católico do Oeste. Posteriormente, Mar Jacobus II deixou seu cargo de quinto Patriarca da Antiga Igreja Britânica, passando seu posto para Willmott Newman.
Após sua consagração como bispo e patriarca em 1944, Newman "estava convencido de que seu primeiro dever era estabelecer e garantir um ministério legítimo e validamente ordenado no pleno sentido católico". Para fazer isso, ele decidiu receber o máximo de linhas de sucessão episcopal que pudesse por meio da reconsagração. Ao fazer isso, ele esperava ter um episcopado que não fosse questionado por nenhum teólogo e que ele criaria um elo entre o cristianismo oriental e ocidental. Newman afirmou que desde o dia de sua primeira consagração até 1955, inclusive, ele havia recebido um total de 23 linhas de sucessão e um total de pelo menos 10 consagrações episcopais. Ainda realizou consagração de bispos para outras igrejas e entre 1944 e 1946, Newman, afirmando que tinha como objetivo "estabelecer a Sucessão Ecumênica no interesse da Unidade Cristã", reconsagrou 13 bispos. O objetivo dessas reconsagrações, acrescenta Newton, era "conferir tantas comissões adicionais quanto possível em outras linhas de Sucessão Apostólica".

### Independência
Em 14 de julho de 1945, o Patriarca Abdullah III e Newman concordaram mutuamente que o Catolicato do Ocidente e seu chefe seriam completamente independentes, que o Catolicato não estaria sob a jurisdição de Abdullah III e estaria apenas sob a jurisdição do Católico. "Foi decretado que o Catolicato era uma Igreja ou Rito autocéfalo e autônomo, sob seu próprio Católico e sujeito a nenhuma outra jurisdição".

### Chefe da Igreja Episcopal Apostólica
Mar John Emmanuel, chefe da Igreja Episcopal Apostólica, morreu em 1948; ele foi sucedido como chefe da Igreja Episcopal Apostólica por Wallace David de Ortega Maxey, que renunciou em 1951. "Seu sucessor, Lowell Paul Wadle, serviu por dois anos e, após sua renúncia, foi sucedido pelo arcebispo metropolitano Hugh George de Willmott Newman (1905-1979), o patriarca de Glastonbury".

### Dissolução e continuação do Catolicado
Em 1953, Newman realizou um sínodo em Glastonbury; o sínodo decidiu dissolver o Catholicato do Oeste. A dissolução foi feita para que a lei indiana aceitasse a dissolução da Igreja Ortodoxa Indiana que esteve sob o Catholicos de 1950 até 1951-3. Para substituir o Catholicato do Oeste, foi criada uma organização chamada United Orthodox Catholicate, ainda liderada por Newman. A Igreja Católica Ortodoxa Unida assumiu o título de Catholicato do Oeste de 1959 em diante. Essas "manobras intrigantes" foram feitas para pôr fim ao sistema de "tropoi autocéfalos" do Catholicato, algo que "só poderia ser feito legalmente dissolvendo a corporação e começando de novo ".

### Morte e sucessão
Hugh George de Willmott Newman morreu em 28 de fevereiro de 1979.  Ele foi sucedido como chefe da Igreja Episcopal Apostólica por William Henry Hugo Newman-Norton (Mar Seraphim).